# Ph
Ph（小寫：ph）是一个二合字母，代表 /f/或/pʰ/音。
- 在英语中，代表/f/，如symphony。
- 在德语中，用于希腊语语源词，代表/f/，如symphonie。
- 在法语中，代表/f/，如phonétique。
- 在越南语中，代表/pʰ/，但有时也会读作/f/。
- 在台罗拼音及白话字中，代表/pʰ/，如pho。

## 参閲
- f